# История Внутренней Монголии
История Внутренней Монголии начинается с древнейших времён.

## Доисторические времена
Народы, населявшие территорию Монголии, периодически разделялись как на южную и северную орды, так и на западную и восточную орды. Так, хунну на закате своего могущества разделились на южных и северных. Возможно, гобийская и алтайская полосы служили природными барьерами, содействовавшими раздроблению страны. Племена, проживавшие здесь, создали так называемую культуру плиточных могил. «Плиточники» проживали на всей территории современной Монголии: от Алтая до Хингана с запада на восток и от Байкала до предгорий Наньшаня с севера на юг. Монгольские учёные считают, что эта культура принадлежала к протомонголам.

## Античность и средневековье
Государство Хунну (209 год до н. э. — 93 год н. э.) управляло Внутренней Монголией до I века н. э. Монгольские учёные считают, что Хунну было протомонгольским государством.
Территория современной Внутренней Монголии являлась частью основанных кочевниками государств: Сяньби (93—234), Северная Вэй (386—535), Ляо (906—1125), Монгольская империя (1206—1368), Северная Юань (1368—1691).

## Послеимперский период
После падения империи Юань собственно Монголия вновь стала политическим центром развития истории монголов. С самого начала этого периода Монголия была уже разделена на две практически независимые части — Западную и Восточную. Восточная Монголия, в свою очередь, делилась на левые и правые тумены. Левые тумены включали в себя Халхаский регион, Чахарское ханство и Урянхай и управлялись ханами, а правые тумены составляли Тумет, Хорчин и Юншиебу и управлялись джиноном.
Первоначально, титул джинона был учреждён ещё при империи Юань. При империи Юань резиденция джинона была в Каракоруме. Он управлял делами собственно Монголии, а сам великий хан находился в Даду и управлял всей империей. Но после падения Юань джинон стал наследственным титулом правителя правых туменов.
Бату-Мункэ Даян-хан, пришедший к власти в 1466 году, решил возродить прежние устои, назначив сына джиноном и отправив его на юг, в правые тумены. Однако местные феодалы не желали сюзерена над собой, и убили его. После подавления сепаратистов Бату-Мункэ перенёс политический центр страны из Халхи в Чахарию. Причиной перенесения ханской ставки было опять же стремление Даян-хана противостоять сепаратизму правителей (тайшей) правых туменов, а Чахария была в непосредственном соседстве с ними. С тех пор, вплоть до маньчжурских завоеваний, все монгольские ханы восседали в Чахарии.
По смерти Бату-Мункэ Даян-хана в 1504 году, страна была разделена между его 12 сыновьями. При этом Халха была разделена на северную и южную, и северная Халха отошла его младшему сыну Гэрсэнджи. Северная Халха составляла примерно территорию современной Монголии. Все остальные домены Восточной Монголии, включая южную Халху, стали позже Внутренней Монголией.
К середине XVI века усилился правитель тумэтов Алтан, сын Барсболод-джинона. Он присвоил себе звание хан, наряду с ханом Монголии в Чахарии. Алтан-хан устраивал набеги на Минскую империю, добиваясь благоприятных торговых условий для своих владений. Он также разгромил фракции ойратов, соперничая с ними за овладение Кукунорским районом в 1552 году. В 1575 году он основал город Хух-Хото, который впоследствии стал столицей современной Внутренней Монголии. Его племянник Сэцэн-хунтайджи Ордосский вторгся в Тибет в 1566 году. Он вернулся оттуда с тремя ламами и принял тибетский буддизм школы Гелуг, в то время как монгольский Тумэн-Дзасагту-хан принимал в Чахарии в 1576 году одного из высших лам школы Карма-Кагью.
В 1577 году Алтан-хан Тумэтский пригласил в свои владения высшего ламу школы Гелуг — Соднам-Джамцо. Алтан-хан поднёс ламе титул «Далай-лама», который со своей стороны объявил Алтана перерождением хана Хубилая.
В 1618 году томский казак Иван Петлин пересёк Внешнюю и Внутреннюю Монголии на своём пути в Пекин; его роспись стала первым документом об этом крае в русской историографии.

## В империи Цин
К началу XVII века монгольские владения стали настолько независимыми друг от друга, что последнего всемонгольского хана часто называют Лигдэн-хан Чахарский. Он пытался объединить монгольских феодалов мирным путём, но эти попытки не удались. Его попытки насильственного объединения страны лишь отталкивали от него его двоюродных братьев. Так феодалы владений Хорчин, Харчин и южной Халхи заключили союз с маньчжурским Нурхаци-Батором. В союзе с ними Нурхаци разгромил силы Лигдэн-хана в нескольких битвах. Сам Лигдэн погиб в 1634 году от болезни в Ганьсу, отступая в район озера Кукунор. Маньчжуры заняли город Хух-Хото, и маньчжурский хан Абахай провозгласил себя ханом Монголии. Таким образом, вся территория современной Внутренней Монголии стала территорией Цинской империи. Северная Халха оставалась независимой до 1691 года.
Внутренняя Монголия, сыгравшая значительную роль в завоевании Китая маньчжурами, была разделена на 49 хошунов («знамён») в Цинской империи. Эти хошуны (за исключением подчинённых напрямую маньчжурам восьми чахарских хошунов и двух тумэдских) входили в шесть чуулганов:
| Название чуулгана | Старописьменный монгольский | Монгольский (халхаский) | Кит. упр. | Пиньинь    | Аймаки и хошуны      |
| ----------------- | --------------------------- | ----------------------- | --------- | ---------- | -------------------- |
| Джирим            | ᠵᠢᠷᠢᠮ                       | Жирэм                   | 哲里木    | Zhélǐmù    | 4 аймака 10 хошунов  |
| Джосоту           | ᠵᠣᠰᠤᠲᠤ ᠶᠢᠨ                  | Зост                    | 卓索图    | Zhuósuǒtú  | 2 аймака 5 хошунов   |
| Джу-Уд            | ᠵᠤᠤ ᠤᠳᠠ                     | Зуу Үд                  | 昭乌达    | Zhāowūdá   | 8 аймаков 11 хошунов |
| Шилин-Гол         | ᠰᠢᠯᠢ ᠶᠢᠨ ᠭᠣᠤᠯ               | Шилийн гол              | 锡林郭勒  | Xīlínguōlè | 5 аймаков 10 хошунов |
| Уланчаб           | ᠤᠯᠠᠭᠠᠨᠴᠠᠪ                   | Улаанцав                | 乌兰察布  | Wūlánchábù | 4 аймака 6 хошунов   |
| Их-Джу            | ᠶᠡᠺᠡ ᠵᠣᠤ                    | Их Зуу                  | 伊克昭    | Yīkèzhāo   | 1 аймак 7 хошунов    |

Войска владетельных князей Внутренней Монголии принимали участие в завоевательных походах маньчжуров. Так, они участвовали в кампаниях против ойратского Галдан-Бошогту в конце XVII века и против Джунгарского ханства в середине XVIII века. В XIX веке литература Внутренней Монголии достигла значительного уровня развития. Одним из выдающихся писателей этого периода был В. Инжинаш, дворянин-чингизид. К концу XIX века развернулось дугуйланское движение (дугуйлан — кружок) против маньчжурского господства. Одним из активистов дугуйланского движения был поэт Хишигбат. Движение было подавлено маньчжурскими войсками.

## Современность

### Независимость Внешней Монголии
Национально-освободительное движение, развернувшееся по всей Монголии в начале XX века привело к созданию теократического государства — Богдо-ханской Монголии — во Внешней Монголии в 1911 году. Все 49 хошунов Внутренней Монголии, а также цинхайские и алашаньские монголы изъявили желание добровольно присоединиться к вновь образованному Монгольскому ханству. Правительство Богдо-хана отправляло во Внутреннюю Монголию войска, чтобы изгнать войска Китайской Республики.
Кяхтинский договор трёх государств — Монголии, России и Китая 1915 года вынудил Монголию отказаться от планов присоединения Внутренней Монголии. В понимании Российской империи, только Внешняя Монголия была в её сфере влияния согласно секретному соглашению с Японией. Это позволило Китайской Республике оставить Внутреннюю Монголию в своём составе.

### Внутренняя Монголия в межвоенный период и во время Второй мировой войны
В 1928 году гоминьдановское правительство, номинально объединившее Китай под своей властью после десятилетия раздробленности, разделило Внутреннюю Монголию между провинциями Нинся, Суйюань, Чахар и Жэхэ
- Провинция Нинся
- Провинция Суйюань
- Провинция Чахар
- Провинция Жэхэ

В 1931 году японские войска оккупировали китайский Северо-Восток. В 1932 году там было провозглашено государство Маньчжоу-го, в состав которого вошли и земли северной половины современного Автономного района Внутренняя Монголия. В 1933 году японские войска начали наступление на провинцию Жэхэ, а завершившее боевые действия Перемирие Тангу привело к активизации монгольских националистов. В 1935 году произошёл Северочахарский инцидент, после чего в результате соглашения Циня — Доихары Китай, фактически, утратил контроль над Внутренней Монголией. Воспользовавшись этим князь Дэмчигдонров создал в 1936 году Монгольскую военную администрацию. После начала в 1937 году японо-китайской войны 4 сентября японскими властями на оккупированной ими к тому времени территории было создано Автономное правительство Южного Чахара, а 28 октября под контролем японцев был собран Второй всемонгольский съезд, который провозгласил создание Автономного правительства Объединённых монгольских аймаков. 1 сентября 1939 года Автономное правительство Объединённых монгольских аймаков, Автономное правительство Южного Чахара и Автономное правительство Северного Цзинь объединились в Объединённое автономное правительство Мэнцзяна.

### Внутренняя Монголия во время гражданской войны в Китае
В августе 1945 года войска Монгольской Народной Республики, содействуя наступлению Советской армии против Квантунской армии, вступили во Внутреннюю Монголию, чтобы освободить её от японских милитаристов. 18 августа 1945 года в Ванъемяо состоялось совещание Народно-революционной партии Внутренней Монголии. Оно приняло «Декларацию об освобождении народов Внутренней Монголии». Вскоре после освобождения Внутренняя Монголия была оставлена монгольскими войсками. 
9 сентября 1945 года в Сунид-Юци состоялся Съезд народных представителей аймаков и хошунов Внутренней Монголии. На съезде присутствовало свыше 80 человек, представлявших все хошуны Шилин-Гола, 7 хошунов Чахара, а также уланчабский хошун Сыцзыван. Проходивший три дня съезд провозгласил создание Народной республики Внутренней Монголии и избрал временное правительство. Внимательно следившая за обстановкой коммунистическая партия Китая отправила во Внутреннюю Монголию Уланьфу. Прибыв в ноябре в Сунид-Юци, он сумел взять ситуацию под контроль, и реорганизовал Временное правительство Народной республики Внутренней Монголии в Монгольское автономное правительство.
Тем временем представители монголов, проживавших в провинции Синъань (которая в годы войны входила не в Мэнцзян, а в Маньчжоу-го), в октябре 1945 года отправились в Улан-Батор с предложением о присоединении населённых монголами территорий к Монгольской народной республике, но получили отказ. В ноябре они встретились в Шэньяне с представителями Северо-Восточного бюро КПК, в результате чего было решено создать автономию, которая могла бы потом объединиться с прочими автономными правительствами населённых монголами земель Китая. 9 декабря 1945 года в Ванъемяо состоялось подготовительное собрание Съезда Народных представителей Восточной Монголии, а 16 января 1946 года состоялся сам Съезд, на который прибыли представители 36 хошунов Восточной Монголии. 19 января Съезд избрал Народное автономное правительство Восточной Монголии.
В марте-апреле 1946 года в Чэндэ состоялась сессия Объединённого собрания движения за автономию Внутренней Монголии, которое аккумулировало в себя структуры Монгольского автономного правительства и Народного автономного правительства Восточной Монголии. По настоянию ЦК КПК, Народно-революционная партия Внутренней Монголии была распущена, так как её программа предусматривала право на самоопределение населения Внутренней Монголии. 23 апреля 1947 года на съезде в Ванъемяо было создано Автономное правительство Внутренней Монголии, во главе которого встал Уланьфу.
По мере укрепления власти коммунистов на Северо-Востоке, в 1948 году на территориях западнее Большого Хинганского хребта образовался аймак Хулун-Буир (呼伦贝尔盟), восточнее — аймак Навэньмужэнь (纳文慕仁盟), подчиняющиеся Автономному правительству Внутренней Монголии; В 1949 году два аймака объединились в аймак Хулунбуир-Навэньмужэнь (呼伦贝尔纳文慕仁盟), или сокращённо аймак Ху-На (呼纳盟). Во время гражданской войны монголы заняли сторону коммунистов, которые в ответ признали создаваемые монголами органы самоуправления. Народная армия самообороны Внутренней Монголии участвовала в гражданской войне вместе с войсками коммунистов, продвигаясь на юго-запад, и постепенно под контроль Автономного правительства попадали всё новые земли. После образования КНР Автономное правительство Внутренней Монголии 2 декабря 1949 года было официально преобразовано в Народное правительство Автономного района Внутренняя Монголия, правительство Автономного района разместилось в Чжанцзякоу. Бывшие чуулганы стали называться аймаками.

### Внутренняя Монголия в составе КНР
В 1954—1955 годах были упразднены провинции Нинся, Суйюань, Чахар и Жэхэ, а их земли были в основном включены в состав Внутренней Монголии. После этого правительство Внутренней Монголии переехало в бывшую столицу провинции Суйюань — город Гуйсуй, переименованный в Хух-Хото. Параллельно с этим в 1953 году восток Внутренней Монголии был выделен в особую административную единицу, ради чего были расформированы аймаки Хинган, Джирим и Ху-На. В 1954 году от особого статуса восточной части Внутренней Монголии было решено отказаться, однако аймак Хинган восстанавливать не стали, и его бывшие земли вошли в состав новосозданного аймака Хулун-Буир. В результате этих изменений границ численность населения Внутренней Монголии возросла до 9 млн чел. При этом к 1958 году из 1 млн 640 тыс. монголов КНР на территории Внутренней Монголии проживал всего 1 млн. В 1958 году был ликвидирован аймак Чахар, а входившие в его состав на тот момент 2 уезда и 4 аймака были переданы в состав аймака Шилин-Гол.
С началом Культурной революции в КНР в 1966 году во Внутреннюю Монголию были привезены тысячи китайских «красных охранников» (хунвэйбинов), которые стали вербовать сторонников среди монгольских школьников и студентов. Началось искоренение монгольских традиций, национального самосознания и религии. Монгольский язык в большой мере был заменен китайским. Представителей духовенства, бывших феодалов, интеллигенции, некоторых чиновников подвергали унижениям и пыткам, нередко убивали. Происходило массовое закрытие и уничтожение буддийских монастырей, религиозного искусства и утвари. Дома многих монголов подвергались обыску и разгрому. Население в массовом порядке заставляли учить цитаты Мао Цзэдуна. Велась массированная пропаганда против МНР и СССР. В ходе беспорядков в 1967—1969 годах было убито более 20 тысяч монголов и более 300 тысяч ранено.
В 1967 году начался конфликт хунвэйбинов с китайской армией, в некоторых городах происходили вооружённые столкновения. По всему району проводились массовые репрессии против монголов под предлогом борьбы с уже давно не действующей Народно-революционной партией Внутренней Монголии; преследования под предлогом борьбы с этой партией продолжались до 1969 года. В результате погибло от 10 тыс. до 32 тыс., было репрессировано от 100 тыс. до 300 тыс. монголов
В 1969 году основная часть аймака Хулун-Буир была передана в состав провинции Хэйлунцзян, а его южная часть (земли бывшего аймака Хинган) и аймак Джирим — в состав провинции Гирин, аймак Джу-Уд был передан в состав провинции Ляонин, хошун Алашань-Цзоци — в состав Нинся-Хуэйского автономного района, а хошуны Эдзин-Ци и Алашань-Юци — в состав провинции Ганьсу. В апреле 1970 года Орочонский и Мори-Дава-Даурский автономные хошуны были выведены из состава аймака Хулун-Буир и переданы в состав округа Да-Хинган-Лин провинции Хэйлунцзян. В 1979 году аймаки и хошуны были возвращены в состав Внутренней Монголии и восстановлены в границах 1969 года, однако при этом районы Джагдачи и Сунлин Орочонского автономного хошуна остались в подчинении властей округа Да-Хинган-Лин. В 1980 году был воссоздан аймак Хинган.
В 1983 году аймак Джу-Уд был преобразован в городской округ Чифэн.
В 1999 году аймак Джирим и город Тунляо были объединены в городской округ Тунляо.
В 2001 году аймак Их-Джу был преобразован в городской округ Ордос, тогда же был преобразован в городской округ аймак Хулун-Буир, а в 2003 году в городские округа были преобразованы аймаки Уланчаб и Баян-Нур.